# Stirechinus
Stirechinus is een geslacht van uitgestorven zee-egels uit de familie Echinidae.

## Soorten
- Stirechinus scillae Desor, 1856